# Kicking Horse (Montana)
Kicking Horse es un lugar designado por el censo ubicado en el condado de Lake en el estado estadounidense de Montana. En el Censo de 2010 tenía una población de 286 habitantes y una densidad poblacional de 31,05 personas por km².

## Geografía
Kicking Horse se encuentra ubicado en las coordenadas 47°27′47″N 114°3′36″O / 47.46306, -114.06000. Según la Oficina del Censo de los Estados Unidos, Kicking Horse tiene una superficie total de 9.21 km², de la cual 6.26 km² corresponden a tierra firme y (32.06%) 2.95 km² es agua.

## Demografía
Según el censo de 2010, había 286 personas residiendo en Kicking Horse. La densidad de población era de 31,05 hab./km². De los 286 habitantes, Kicking Horse estaba compuesto por el 44.06% blancos, el 7.69% eran afroamericanos, el 32.17% eran amerindios, el 1.05% eran asiáticos, el 0.7% eran isleños del Pacífico, el 6.99% eran de otras razas y el 7.34% pertenecían a dos o más razas. Del total de la población el 16.43% eran hispanos o latinos de cualquier raza.